# Пол Рів
Пол Рів (англ. Paul Reeve) — продюсер з Корнуолу, Велика Британія, що працював з Джоном Лекі над дебютним альбомом Showbiz британського альтернативного рок-гурту Muse, пізніше брав участь у записі їх подальших альбомів.
За свою кар'єру співпрацював з такими артистами та колективами, як Beta Band, Стів Харлі, Джозеф Руаррі, Ендрю Бейт, Razorlight і Supergrass, має нагороду BPI Awards за продаж більш як 5 мільйонів записів.

## Співпраця зMuse
Він брав участь у записах дебютних EP Muse і Muscle Museum EP, три пісні з яких («Uno», Muscle Museum і Unintended) зайняли місця в перших двадцяти рядках британського чарту, студійних альбомів «Showbiz» і Absolution як додатковий бек-вокал, і в фоновому звучанніThe Resistance, співпродюсував та мікшував альбом бі-сайдів Muse Hullabaloo Soundtrack. У 2012 допомагав у продюсуванні «Save Me» та «Liquid State» з альбому «The 2nd Law».